# FK Dostlik Tachkent
Maillots
Le Futbol klubi Dostlik Tachkent (en ouzbek : футбол клуби Дустлік Тошкент), plus couramment abrégé en Dostlik Tachkent, est un ancien club ouzbek de football fondé en 1963 et disparu en 2003, et basé à Yangibozor dans la banlieue de Tachkent, la capitale du pays.

## Historique
Fondé en 1963 sous le nom de Politotdel Tachkent, le club monte pour la première fois en première division ouzbek en 1993.
Il connaît son heure de gloire entre 1999 et 2000, avec deux titres de champion d'Ouzbékistan et même le doublé Coupe-championnat, réussi lors de la saison 2000.
Le club est exclu de la Oliy Liga avant le début de la saison 2004, pour non-paiement des dettes envers la fédération ouzbék et joue depuis en divisions inférieures.

### Noms successifs
- 1963-1989 : Politdel Tachkent
- 1990-1991 : Politotdel-RUOR Tachkent
- 1992-1995 : Politotdel Tachkent
- Depuis 1996 : FK Dostlik Tachkent

## Bilan sportif

### Palmarès
| Compétitions nationales                                                                                      |
| --- |
| - Championnat d'Ouzbékistan (2) : - Champion : 1999 et 2000. - Coupe d'Ouzbékistan (1) : - Vainqueur : 2000. |

### Bilan par saison
| Saison | Championnat | Championnat | Championnat | Championnat | Championnat | Championnat | Championnat | Championnat | Championnat | Championnat | Coupe d'Ouzbékistan |
| Saison | Division    | Pos         | Pts         | J           | V           | N           | D           | BP          | BC          | Diff        | Coupe d'Ouzbékistan |
| ------ | ----------- | ----------- | ----------- | ----------- | ----------- | ----------- | ----------- | ----------- | ----------- | ----------- | ------------------- |
| 1992   | 2e          | 2e          | 47          | 30          | 21          | 5           | 4           | 61          | 26          | +35         | —                   |
| 1993   | 1re         | 9e          | 26          | 30          | 12          | 2           | 16          | 52          | 52          | 0           | Huitièmes de finale |
| 1994   | 1re         | 7e          | 35          | 30          | 14          | 7           | 9           | 45          | 35          | +10         | Quarts de finale    |
| 1995   | 1re         | 6e          | 39          | 30          | 11          | 6           | 13          | 39          | 51          | -12         | Seizièmes de finale |
| 1996   | 1re         | 4e          | 55          | 30          | 17          | 4           | 9           | 52          | 38          | +14         | Demi-finales        |
| 1997   | 1re         | 4e          | 62          | 34          | 19          | 5           | 10          | 87          | 56          | +31         | Demi-finales        |
| 1998   | 1re         | 8e          | 43          | 30          | 11          | 10          | 9           | 57          | 43          | +14         | Quarts de finale    |
| 1999   | 1re         | 1er         | 64          | 30          | 20          | 4           | 6           | 79          | 45          | +34         | —                   |
| 2000   | 1re         | 1er         | 94          | 38          | 30          | 4           | 4           | 108         | 44          | +64         | Vainqueur           |
| 2001   | 1re         | 9e          | 47          | 34          | 14          | 5           | 15          | 73          | 60          | +13         | Quarts de finale    |
| 2002   | 1re         | 9e          | 35          | 30          | 11          | 2           | 17          | 37          | 49          | -12         | Huitièmes de finale |
| 2003   | 1re         | 10e         | 33          | 30          | 10          | 3           | 17          | 40          | 59          | -19         | Huitièmes de finale |

Légende
- Vainqueur de la compétition
- Promu en division supérieure

## Personnalités du club

### Entraîneurs du club
- Ievgueni Ieliseïev (1969)